# روبرت ريان (لاعب كرة قدم)
روبرت ريان (بالإنجليزية: Rupert Ryan)‏ (25 فبراير 1975 بنيوزيلندا - ) هو لاعب كرة قدم نيوزلندي في مركز الهجوم. شارك مع منتخب نيوزيلندا لكرة القدم. أما مع النوادي، فقد لعب مع تيم ويلينغتون وميرامار رينجرز ‏ وويلينغتون يونايتد ‏ وNapier City Rovers FC ‏.

## وصلات خارجية
- روبرت ريان على موقع قاعدة بيانات كرة القدم.إي يو (الإنجليزية)
- روبرت ريان على موقع ناشيونال فوتبول تيمز (الإنجليزية)